# Henryk Żołądek
Henryk Żołądek (ur. 1953) – polski matematyk, profesor nauk matematycznych. Specjalizuje się w fizyce matematycznej i równaniach różniczkowych. Profesor zwyczajny w Instytucie Matematyki Wydziału Matematyki, Informatyki i Mechaniki Uniwersytetu Warszawskiego (kierownik Zakładu Układów Dynamicznych). 

## Życiorys
Studia matematyczne ukończył na Uniwersytecie Warszawskim, gdzie następnie został zatrudniony i zdobywał kolejne awanse akademickie (doktorat i habilitację). Tytuł naukowy profesora nauk matematycznych otrzymał w 1998. Członek Polskiego Towarzystwa Matematycznego. W pracy badawczej zajmuje się algebraiczną i analityczną teorią równań różniczkowych zwyczajnych, 16. problemem Hilberta, osobliwościami i bifurkacjami pól wektorowych, krzywymi i hiperpowierzchniami niezmienniczymi dla zwyczajnych równań różniczkowych oraz rzeczywistą i zespoloną geometrią algebraiczną.
Swoje prace publikował w takich czasopismach jak m.in. „Journal of Differential Equations”, „Journal Of Geometric Mechanics” „Fundamenta Mathematicae”, „Israel Journal of Mathematics” oraz „Studia Mathematica”.
Laureat Nagrody PTM im. T. Ważewskiego za rok 1990 i 2006 (za monografię The Monodromy Group).